# Si jamais je te pince !...
Si jamais je te pince!... est une comédie en 3 actes mêlée de chant d'Eugène Labiche, représentée pour la 1re fois à Paris au Théâtre du Palais-Royal le 9 mai 1856.
- Collaborateur Marc-Michel.
- Editions Michel Lévy frères.

## Distribution
| Acteurs et actrices ayant créé les rôles |                   |
| Personnage                               | Acteur ou actrice |
| Prosper Faribole, musicien               | Ravel             |
| Léopardin, flûte                         | Hyacinthe         |
| Papavert, ancien officier de santé       | Amant             |
| Paul de Saint-Gluten                     | M. Leriche        |
| Lucien, garçon de café                   | M. Octave         |
| Alexandra, femme de Faribole             | Aline Duval       |
| Corinne, femme de Papavert               | Mme Chauvière     |
| Françoise, bonne d'Alexandra             | Mme Désirée       |
| Premier clerc de notaire                 | M. Duchène        |
| Deuxième clerc de notaire                | M. Lacroix        |
| Troisième clerc de notaire               | M. Lucien         |
| Quatrième clerc de notaire               | M. Lemonnier      |
| Un habitué du café                       | M. Paul           |